# Lori Burton
Lori Burton, bürgerlich Dolores Diana Squeglia (* 30. September 1940 in New Haven, Connecticut, Vereinigte Staaten; † 19. Mai 2021 in New York City, New York) war eine US-amerikanische Pop-Sängerin, Songwriterin und Musikproduzentin, die in den 1960er und 1970er Jahren aktiv war.

## Biografie
Lori Burton kam 1940 in New Haven im US-Bundesstaat Connecticut zur Welt und besuchte die University of Hartford. Sie war verheiratet mit dem Toningenieur, Komponisten und Musikproduzenten Roy Cicala (1939–2014), mit dem sie zwei Kinder hatte, Sohn Jade Cicala und Tochter Shaun Cicala Grandioso.
Mitte der 1960er nahm sie den Künstlernamen Lori Burton (nach dem Schauspieler Richard Burton) an und veröffentlichte bei Roulette Records die von Artie Kornfeld und Charles Koppelman geschriebene Single Yeh, Yeh, Yeh (That Boy of Mine).
Anschließend tat sie sich mit der britischen Komponistin Pam Sawyer zusammen, mit der sie fortan Lieder für aktuelle Künstler schrieb, darunter Try to Understand für Lulu (UK Top 25, 1965), All Or Nothing für Patti LaBelle and the Bluebelles (US Top 68, 1965), I Ain't Gonna Eat Out My Heart Anymore für The Rascals (US Top 52, 1966) oder Baby Let's Wait für The Royal Guardsmen (US Top 36, 1968).
Mitte der 1960er Jahre erreichte der Girlgroup-Boom in den Vereinigten Staaten seinen Höhepunkt. Lieder wie Leader of the Pack (1964) von den Shangri-Las oder Terry (1965) von Twinkle wurden große Hits. Es ging darum oft um Teenager-Tragödien, was diesen Platten den Beinamen „Death Discs“ bescherte.
Lori Burton schloss sich 1966 an diesen Trend an und veröffentlichte mit Nightmare ihre bekannteste Single. Die Single wurde unter dem Namen „The Whyte Boots“ veröffentlicht und das Coverfoto zeigte drei junge Frauen. Es handelte sich um engagierte Models, die nichts mit der Aufnahme zu tun hatten. Hinter den Whyte Boots stecken Burton und ihre Partnerin Sawyer. Die Single floppte, gilt aber heute als Klassiker des Girlgroup-Genres, die Vergleiche mit Twinkle und den Shangri-Las hervorruft.
Burton sang regelmäßig Demoaufnahmen für Mercury Records ein und schickte sie an Irving Green, Gründer und Präsident der Plattenfirma. Green war beeindruckt von ihrer Stimme und ermutigte sie, ihre Musik unter ihrem eigenen Namen zu veröffentlichen. Daraus resultierte 1967 ihr einziges Album, Breakout. Das Album war zu der Zeit kein kommerzieller Erfolg. Originalpressungen der LP sind jedoch heute (2024) begehrte, seltene Sammlerstücke. Das Album gilt als Klassiker des Blue-Eyed Soul. Burton war zudem die Produzentin des Albums, was in den 1960ern sehr ungewöhnlich für eine Sängerin war.
Burton und Sawyer sprachen dann für das Songwriting- und Produzententeam Holland–Dozier–Holland für Motown vor und wurden angenommen. Burton stieg nach kurzer Zeit wieder aus, um sich um ihre wachsende Familie zu kümmern. Sawyer blieb und schrieb unter anderem Love Child, den elften Nr.-1-Hit der Supremes.
Burton konzentrierte sich danach hauptsächlich auf ihre Familie, steuerte aber immer noch gelegentlich Background-Vocals im Aufnahmestudio Record Plant bei. 1974 war sie auf John Lennons Number 9 Dream für sein Album Walls and Bridges zu hören.
Die Ehe von Burton und Cicala wurde 1979 geschieden. Sie war in zweiter Ehe mit Marius Sorbello verheiratet, der 2017 verstarb. 2005 erschien bei Revola Records eine CD-Auflage ihres einzigen Albums, Breakout. Burton starb am 19. Mai 2021 in New York im Alter von 80 Jahren.

## Diskografie

### Studioalben
- 1967: Breakout (Mercury MG 21136 Mono, SR 61136 Stereo)

### Singles als Lori Burton
- 1965: „Yeh, Yeh, Yeh (That Boy of Mine)“ / „Who Are You?“ (Roulette R-4609)
- 1967: „The Hurt Won't Go Away“ / „Bye, Bye Charlie“ (Mercury 72663)
- 1971: „I'll Be Home“ / „Missing You Today“ (Columbia 4-45359)

### Singles als The Whyte Boots
- 1966: „Nightmare“ / „Let No One Come Between Us“ (Philips 40422)